# キラーカブトガニ
『キラーカブトガニ』（原題：Crabs!）は、2021年製作のアメリカ合衆国のコメディホラー映画。
本作が監督デビュー作となるピアース・ベロルツハイマーが監督し、ディラン・ライリー・スナイダーやブライス・ダーフィー、アリー・ジェニングス、ジェシカ・モリス、チェイス・パジェット、ロバート・クレイグヘッドが出演した。

## あらすじ
カリフォルニア州メンドシーノ郡に位置する海辺の静かな町を舞台に、廃炉が決定し爆破処理された原子力発電所から漏れ出た放射線を浴びたカブトガニに人が顔を食いちぎられる事件が発生する。行方不明となる人や、さらには白骨化した人間まで見つかり、静かな町の人々は大パニックへと陥る。保安官の奮闘も虚しく、狂暴化し巨大化したカブトガニの群れは、町の住民たちを蹂躙していく。
マリファナを吸ったり酒に酔ったりと自堕落な生活を送るフィリップや留学生のラドゥは、狂暴なカブトガニの群れに遭遇したことで、弟であるハンターたちと協力して巨大カブトガニに立ち向かうことになる。

## キャスト
- Phillip McCalister - ディラン・ライリー・スナイダー
- Hunter McCalister - Bryce Durfee
- Maddy Menrath - Allie Jennings
- Annalise Menrath - ジェシカ・モリス（英語版）
- ラドゥ - Chase Padgett
- Sheriff Flannegan - Robert Craighead

## 公開
2015年9月には、レイヴン・バナー・エンターテインメントが本作の権利を獲得し、2021年8月26日のFrightFestで初公開された。